# Montoy-Flanville
Montoy-Flanville è un comune francese di 1 160 abitanti situato nel dipartimento della Mosella nella regione del Grand Est.

## Società

### Evoluzione demografica
Abitanti censiti